# Fahlsegler

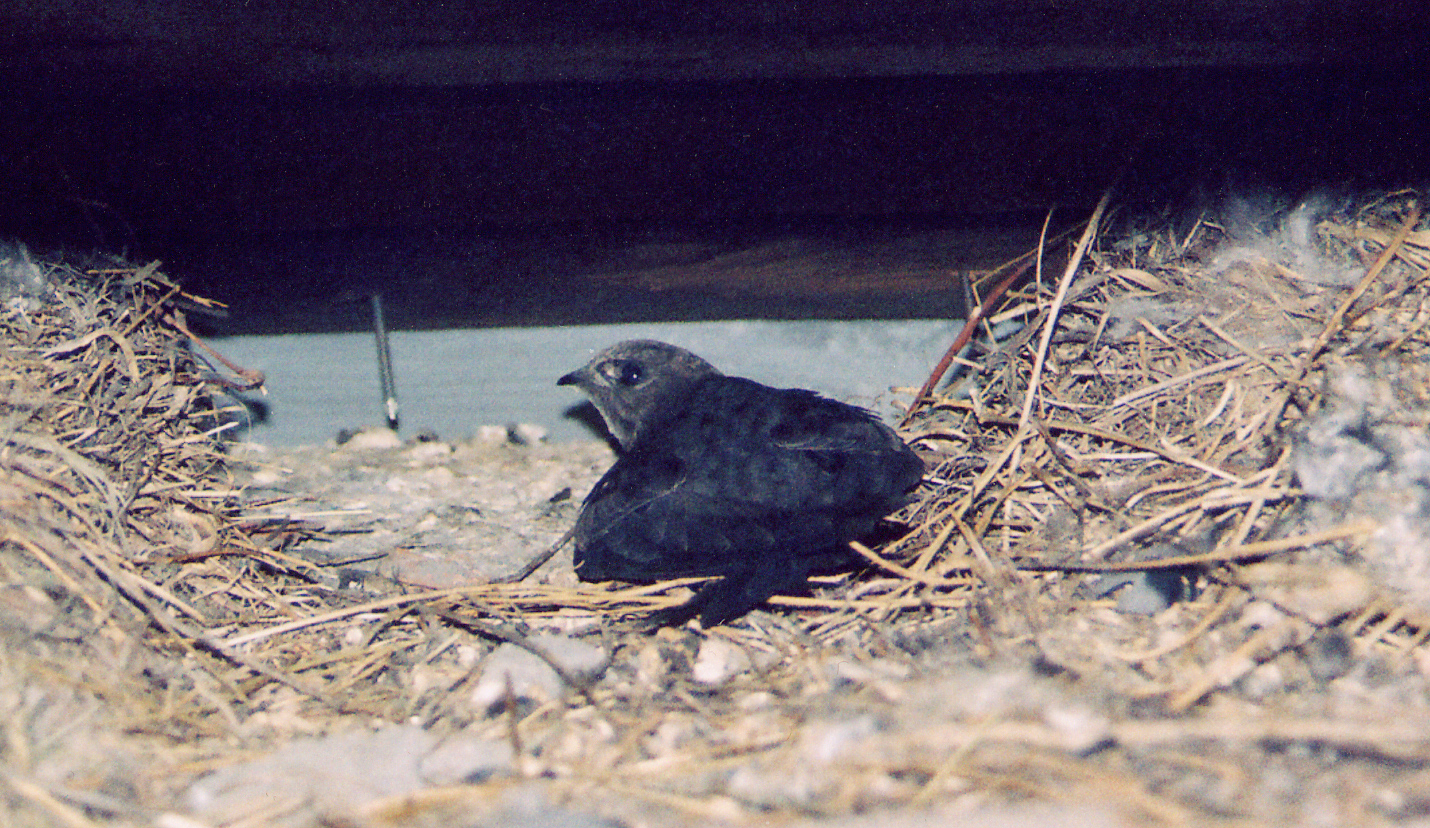
Fahlsegler auf dem Nest

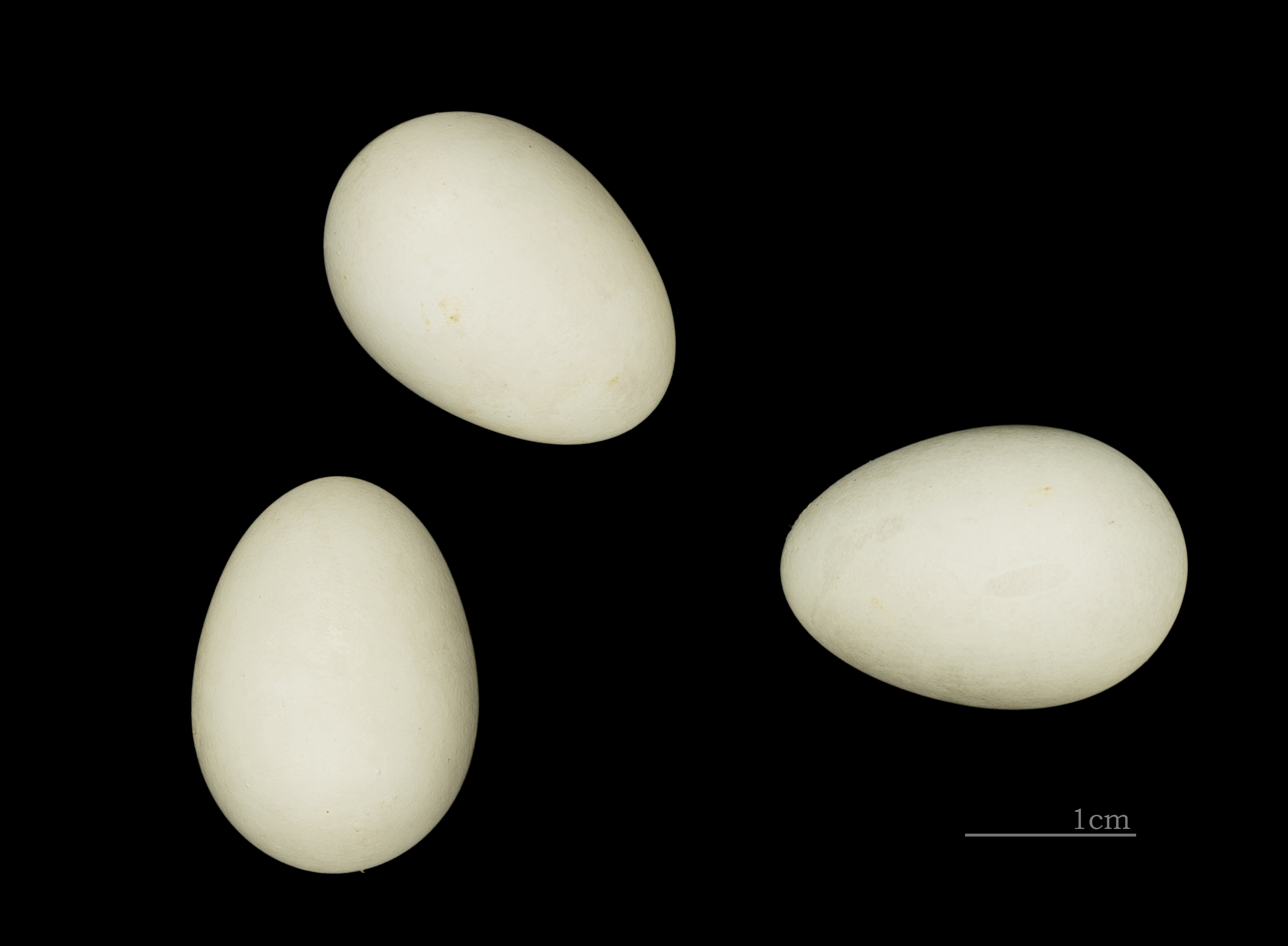
Eier des Fahlseglers

Der Fahlsegler (Apus pallidus) ist eine Vogelart aus der Familie der Segler (Apodidae). Die Art sieht dem in Mitteleuropa häufigen Mauersegler sehr ähnlich, kommt in Europa jedoch nur im äußersten Süden vor.

## Beschreibung
Fahlsegler sind ebenso groß wie Mauersegler und haben auch den gleichen Körperbau. Sie haben einen kurzen gegabelten Schwanz, einen torpedoförmigen Rumpf und lange, sichelförmige Flügel. Sie erreichen eine Länge von 16 bis 18 Zentimetern. Die Flügellänge beträgt 16,5 bis 18 Zentimeter, die Schnabellänge ungefähr 0,5 Zentimeter und das Gewicht 32 bis 44 Gramm.
Auch hinsichtlich der Färbung ist der Fahlsegler dem Mauersegler sehr ähnlich. Die rußfarbene Gefiederfärbung kontrastiert mit einem auffälligen weißen Kehlfleck, der häufig aus der Entfernung sichtbar ist. Verglichen mit dem Mauersegler ist der Fahlsegler untersetzter, insgesamt heller und an der Unterseite brauner und zeigt hier eine feine Schuppung. Außerdem sind die inneren Handschwingen und die Armschwingen etwas heller braun als das übrige Gefieder und kontrastieren daher mit der übrigen Unterseitenfärbung. Der durchdringende, hohe Ruf des Fahlseglers ist tiefer, eher zweisilbig vriiie-e und klingt mechanischer als beim Mauersegler.

## Verbreitung
Der Fahlsegler bewohnt mit zahlreichen  disjunkten Vorkommen die mediterrane Zone der westlichen Paläarktis von Madeira und den Kanaren über Südeuropa und Nordafrika, die Türkei, Israel und den Libanon bis in den Iran und den Westen Pakistans. In Mitteleuropa ist die Art eine extrem seltene Ausnahmeerscheinung, was sicher auch an der sehr schwierigen Unterscheidung vom Mauersegler unter Freilandbedingungen liegt.

## Lebensweise
Die Art jagt ebenso wie der Mauersegler kleine Insekten und Spinnen im freien Luftraum und berührt nur zur Brut festen Untergrund. Fahlsegler sind Zugvögel, die im südlichen Afrika überwintern. Der Fahlsegler kommt in Südeuropa im April wieder in die Brutgebiete und verlässt diese ab September.

## Fortpflanzung
Fahlsegler brüten an Felswänden und an Gebäuden, häufig zusammen mit Mauerseglern. Das Gelege befindet sich in einer Höhlung und wird mit einer Unterlage aus Blättern ausgepolstert. Die gewöhnlich zwei weißen Eier werden von beiden Partnern 14 bis 20 Tage bebrütet. Nach 44 bis 48 Tagen werden die Jungen flügge. Es gibt bis zu zwei Jahresbruten.

## Unterarten
Es sind drei Unterarten bekannt:
- A. p. brehmorum Hartert, 1901[2] – Diese Unterart kommt auf Madeira und den Kanarischen Inseln, den Küstengebieten Nordafrikas, dem Süden Europas bis zur Türkei vor.
- A. p. illyricus Tschusi, 1907[3] – Diese Unterart ist an den nordwestlichen Küsten der Balkanhalbinsel verbreitet.
- A. p. pallidus (Shelley, 1870)[4] – Die Nominatform kommt von Mauretanien über Ägypten und den Mittleren Osten bis Pakistan vor.